# Afterparty Remix
Afterparty Remix è un album di remix del gruppo musicale italiano Videomind, pubblicato l'8 dicembre 2011.

## Il disco
L'album è stato reso disponibile per il download gratuito attraverso il sito ufficiale della RapBurger, noto sito recensitivo, e contiene i remix di 11 tracce su 12 dell'album precedente con l'aggiunta della traccia Globetrotters, realizzato con la collaborazione del duo di disc jockey italiano Blatta & Inesha, anch'essa remixata.

## Tracce
1. Come the Robots (Fabrizio Faraoni Nxlt RMX) – 4:17
2. Dal Play (Blatters RMX) – 3:15
3. Music Therapy (feat. Roy Paci) (Deleterio RMX) – 3:22
4. L'immenso (feat. Patrick Benifei) (DJ 2P RMX) – 3:01
5. È normale (Blatta & Inesha RMX) – 3:34
6. Megastore (Mr Tools RMX) – 4:52
7. Peter Pan (Looneyz RMX) – 3:34
8. Smile Enterprise (feat. Roy Paci) (Daniele Franzese RMX) – 4:10
9. Youtube (The Buildzer RMX) – 3:28
10. Telemind (Altered Beats RMX) – 4:53
11. Radio Pulp (feat. Patrick Benifei & Federico Poggipollini) (Ceri RMX) – 4:21
12. Globetrotters (feat. Blatta & Inesha) (Ceri RMX) – 4:42